# Phanerotoma laspeyresia
Phanerotoma laspeyresia är en stekelart som beskrevs av Sievert Allen Rohwer 1915. Phanerotoma laspeyresia ingår i släktet Phanerotoma och familjen bracksteklar. Inga underarter finns listade i Catalogue of Life.